# Чублово
Чублово — деревня в Конаковском районе Тверской области. Входит в состав Селиховского сельского поселения.

## География
Деревня находится в юго-восточной части Тверской области, на расстоянии примерно 4 км (по прямой) к юго-востоку от города Конаково, административного центра района.

### Часовой пояс
Деревня Чублово, как и вся Тверская область, находится в часовой зоне МСК (московское время). Смещение применяемого времени относительно UTC составляет +3:00.

## История
Впервые упоминается в 1678 году под названием Чуболово, когда в ней было 5 дворов. В 1859 году в деревне Корчевского уезда Тверской губернии насчитывалось 34 двора, проживало 284 человека.

## Население
| 2010 |
| ---- |
| 18   |

### Национальный состав
Согласно результатам переписи 2002 года, в национальной структуре населения русские составляли 100 % из 34 чел.

## Известные уроженцы
- Кукушкин, Александр Филиппович (1920—1998) — советский военнослужащий, сержант. Полный кавалер ордена Славы.